# Saint-Paul-en-Chablais
Saint-Paul-en-Chablais är en kommun i departementet Haute-Savoie i regionen Auvergne-Rhône-Alpes i sydöstra Frankrike. Kommunen ligger i kantonen Évian-les-Bains som tillhör arrondissementet Thonon-les-Bains. År 2022 hade Saint-Paul-en-Chablais 2 598 invånare.

## Befolkningsutveckling
Antalet invånare i kommunen Saint-Paul-en-Chablais
| Referens: INSEE |